# Moldaviens Billie Jean King Cup-lag
Moldaviens Billie Jean King Cup-lag representerar Moldavien i tennisturneringen Billie Jean King Cup, och kontrolleras av Moldaviens tennisförbund. 

## Historik
Moldavien deltog första gången 1998. Bästa resultat är andraplats i sin Grupp II-pool 1999 och år 2000.